# Sick of Sarah
Sick of Sarah – amerykański zespół rockowy z Minneapolis. Ich wizerunek sprawia, że często są porównywane do takich zespołów jak Tegan and Sara czy Dollyrots. Zespół zyskał popularność, ponieważ w roku 2011 udostępnił swój album "2205" za darmo w sieci p2p BitTorrent. Miesiąc po udostępnieniu album został pobrany przez 1,365,453 użytkowników.

## Dyskografia

### Albumy
- 2205 (BitTorrent Edition) – 2011
- 2205 – 2010
- The Best Thing (EP) – 2009
- Sick of Sarah – 2008
- Bittersweet (EP) – 2007
- Los Angeles 2006 (EP) – 2006

### Single
- Paint Like That – 2009
- Daisies – 2008
- Bittersweet – 2007